# Asura fasciolata
Asura fasciolata là một loài bướm đêm thuộc phân họ Arctiinae, họ Erebidae.